# Färöische Verschärfung

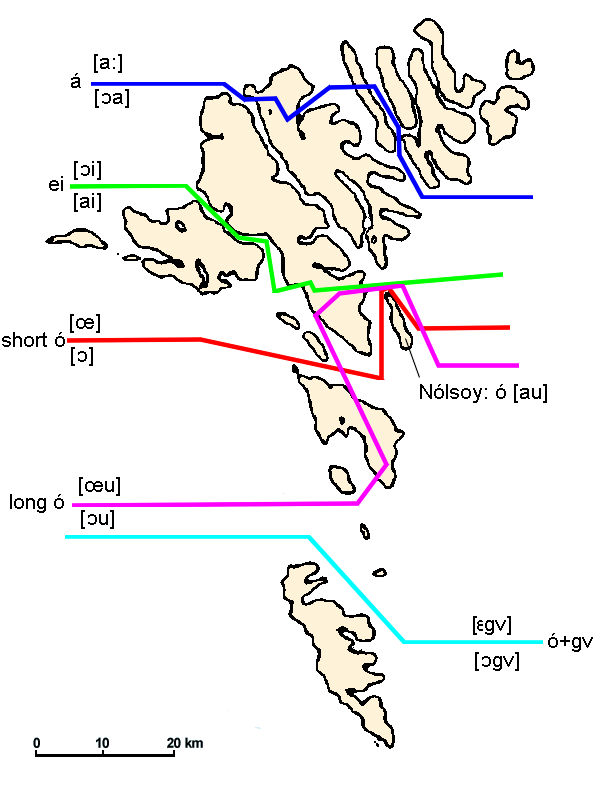
Südlich der türkisfarbenen Isoglosse des Suðuroyarfjørður tritt die Verschärfung nur bedingt auf

Die färöische Verschärfung (färöisch: skerping, Aussprache [ˈʃɛɹ̥pɪŋg]) ist ein feststehender Begriff in der färöischen Sprachwissenschaft und wird in der englischsprachigen Literatur als Faroese Verschärfung bezeichnet, also auch mit dem deutschen Begriff belegt.
Dieses Phänomen beschreibt die Veränderung von bestimmten Vokalen bzw. Diphthongen vor den Konsonantengruppen -gv [gv] und -ggj [ʤː] und findet grundsätzlich statt (wenige, z. B. dialektale, Ausnahmen).
| Orthographie   | Aussprache | anstelle von                                                            |
| -------------- | ---------- | ----------------------------------------------------------------------- |
| -ógv-          | [ɛgv]      | *[ɔugv] (auf Suðuroy aber als [ɔgv] realisiert!)                        |
| -úgv-          | [ɪgv]      | *[ʉugv]                                                                 |
| -eyggj-        | [ɛʤː]      | *[ɛiʤː]                                                                 |
| -íggj-, -ýggj- | [ʊʤː]      | *[ʊiʤː]                                                                 |
| -eiggj-        | [aʤː]      | *[aiʤː]                                                                 |
| -oyggj-        | [ɔʤː]      | *[ɔiʤː] (oyggj ist alleine stehend auch ein Lexem und bedeutet „Insel“) |